# Agapanthia walteri
Agapanthia walteri là một loài bọ cánh cứng trong họ Cerambycidae.